# Nancy Mackay
Nancy Mackay   (Smethwick, 16 de maig de 1922 - 4 de gener de 2024) va ser una atleta canadenca, especialista en curses de velocitat, que va competir durant les dècades de 1930 i 1940.
Nascuda a Anglaterra, emigrà al Canadà amb tan sols quatre anys. Entre 1936 i 1941 va guanyar sis Campionats canadencs i va ser seleccionada per representar el Canadà als Jocs Olímpics d'Estiu de 1940. Entre 1944 i 1947 va guanyar tres títols de l'AAU als Estats Units i el 1948 va prendre part en els Jocs Olímpics de Londres, on va guanyar la medalla de bronze en la prova del 4x100 metres del programa d'atletisme. Formà equip amb Viola Myers, Diane Foster i Patricia Jones.

## Millors marques
- 100 metres. 12,6" (1948)[1]